# ادونس (ویسکانسین)
ادونس (به انگلیسی: Advance) یک منطقهٔ مسکونی در ایالات متحده آمریکا است که در دره سبز واقع شده‌است. ادونس ۲۶۰٫۹۱ متر بالاتر از سطح دریا واقع شده‌است.